# Gerador (plataforma)
O Gerador é uma plataforma independente de jornalismo, educação e cultura no território português, constituída legalmente como Associação Cultural Gerador, uma associação cultural sem fins lucrativos fundada em 2014. A associação está sediada no Largo das Conchas, no Lumiar, Lisboa. A sua ação é variada, intervindo na divulgação cultural, investigação jornalística cultural, académica e pelas iniciativas culturais que promove. Edita uma revista bimestral, a Gerador, e organiza um conjunto de atividades como a academia Gerador, o Trampolim gerador, a Ignição gerador ou o Insties gerador. 

## Gerador (revista)
A Revista Gerador é uma revista bimestral, propriedade da  Associação Cultural Gerador, centrada na investigação jornalística da cultura portuguesa. com reportagens, entrevistas, crónicas, artes visuais e literatura. O primeiro número da Revista Gerador   chegou às bancas em Julho de 2014. 

## Iniciativas Gerador

### Academia Gerador
A Academia Gerador é um projeto de ensino e investigação cultural que se dedica à recolha de dados, análise e publicação regular de informação sobre a situação cultural no país. Desde 2019 o Gerador lança o estudo anual Barómetro Gerador Qmetrics, onde analisa a perceção dos portugueses  sobre a cultura em Portugal. Em 2020, a segunda edição   deste estudo, avalia as consequências da pandemia covid-19 e os cenários de resposta dos portugueses ao consumo futuro de atividades culturais. A Academia Gerador tem ainda uma componente formativa na área da gestão cultural e artes. 

### Trampolim Gerador
- Trampolim Gerador Cais do Sodré, Lisboa (fevereiro 2015) - Com autores como Carla Chambel, Rui Neto, Add Fuel, José Anjos, Patrícia Bull, Luiz Caracol, Não Simão, Burry Buermans, Hugo Henriques

- Trampolim Gerador Praça das Flores (junho 2015) - Com autores como Fernanda Freitas, Rogério Jacques, Frederico Amaral, Aheneah, Vasco Araújo, Poetry Slam T, Nicolae Negura,  Brass Wires Orchestra, Sara Chéu, Sofar Sounds Lisboa

- Trampolim Gerador Príncipe Real (outubro 2015) - Com autores como Albano Jerónimo, Cláudia Lucas Chéu, Benjamim, Rosana Ribeiro, Luísa Ortigoso, Mário Redondo

- Trampolim Gerador Mouraria (maio 2016) - Com autores como Rui Neto, Carla Chambel, Filomena Cautela, Catarina Neves Ricci, Alexandre Cortez, JP Simões, João Berhan, Celeste Mariposa, Herberto Smith, Chei Krew, Auéééu-Teatro, Jani Zhao

- Trampolim Gerador Lumiar (outubro 2016)] - Com autores como Quim Albergaria e Gwendolyn Van der Velden, Tó Trips, Cristina Drios, Nuno Lopes, João Leitão, Teatro Nacional D. Maria II, Madalena Palmeirim, David Chan, Alex D’Alva Teixeira, Instituto do Cinema e Audiovisual, Sallim, Raquel Freire, Welket Bunguê

- Trampolim Gerador Campolide (julho 2017)] - Com autores como Rogério Jacques, Sónia Balacó, Mariana Norton, Maria Imaginário, Raquel Freire, José Anjos, Cláudia R. Sampaio, Carlos Barretto, André Gago, Adriana Moniz, Daniel Gamito Marques, Marco Mendonça, Vanessa Teodoro, Victor de Sousa, Samuel Úria, Hélio Morais, Catarina Neves Ricci, Fernando Alvim

- Trampolim Gerador Lumiar (outubro 2019) - Com autores como Banda do Filme Variações[14] (Sérgio Praia, Duarte Cabaça, Pedro Monteiro, Vasco Duarte e Armando Teixeira) , Chalo Correia, Museu da Música Mecânica, André Gago, Miguel Gonçalves Mendes, Diana Nicolau, Três Tristes Tigres (Ana Deus, Alexandre Soares e Rui Martelo), Fumaça, Hip-Hop Rádio

### Insties Gerador
Os insties Gerador são prémios anuais que distinguem quem mais se destaca no Instagram em Portugal, organizados pela Associação Gerador. 
- Insties Gerador (janeiro 2018)] - A primeira edição[15] da gala de entrega dos prémios do Instagram decorreu no Lumiar, em Lisboa. Com atuações de Surma e Tó Trips, conversas com Hélio Morais, Joana de Verona, A Avó Veio Trabalhar, Two Kinds of People e apresentação de Sara Barros Leitão

- Insties Gerador (fevereiro 2019)] - Segunda edição da gala[16] dos prémios do Instagram no Lumiar, em Lisboa.  Com atuações de Da Chick, Noiserv e Catarina Munhá e apresentação de Mia Tomé.

- Insties Gerador (janeiro 2018)] - A terceira edição da gala de entrega dos prémios do Instagram decorreu em Almada. Com atuações de Rita Redshoes, PZ, Nuno Lopes, o contrabaixista André Rosinha, o músico Maria do coletivo Monster Jinx, conversas com os instagrammers @clara.nao, @o_pinheirojose, @nicanorgarcia e apresentação de Diana Nicolau

### Oeiras Ignição Gerador (junho 2020)[17]
Festival online de discussão sobre o futuro da cultura com autores nacionais e internacionais, como Vhils, Salvador Sobral, Jorge Barreto Xavier, Chef Kiko, Margarida Pinto Correia, Tó Trips, Joana Barrios, Benjamim ou a Ministra da Cultura Graça Fonseca.